# Elly-Heuss-Knapp-Gymnasium (Duisburg)
Das Elly-Heuss-Knapp-Gymnasium (EHKG) ist ein Gymnasium auf der Grillostraße in Duisburg-Marxloh. Träger der Schule ist die Stadt Duisburg. Namenspatronin ist Elisabeth „Elly“ Heuss-Knapp, eine deutsche Politikerin und Ehefrau des ersten deutschen Bundespräsidenten Theodor Heuss.

## Geschichte
Die Schule wurde 1904 als Mädchengymnasium gegründet, 1975 aber im Sinne der Koedukation auch für Jungen geöffnet. Im Jahr 1954, zwei Jahre nach ihrem Tod, wurde das Gymnasium nach Elly Heuss-Knapp benannt. 2009 erfolgt für die Jahrgangsstufen 6–9 die Umgestaltung zu einer Ganztagsschule.

## Schulgebäude
Die Schule besteht aus Altbau, Neubau und Turnhalle. Der Altbau aus dem Jahr 1909 beherbergt neben den Klassenzimmern einen Fachraum für Erdkunde. Darüber hinaus befinden sich im Altbau Schulaula, Mensa, Lehrerzimmer und Cafeteria. Durch die Umstrukturierung der 6. bis 9. Klassen auf eine Ganztagsschule wurde die Cafeteria im Sommer 2009 vergrößert, um den gestiegenen Anforderungen zur Versorgung der Schüler gerecht zu werden.
Im Neubau, bestehend aus zwei Bauteilen aus den Jahren 1957 und 1974 und 2007 mit einer neuen Fassade versehen, sind Schulleitung und -verwaltung. Außerdem befinden sich im Neubau eine Vielzahl an Fachunterrichtsräumen, etwa für Biologie, Physik, Chemie, Kunst, Informatik sowie ein zweiter Musikraum und die Schulküche, die der Ernährungslehre dient.
Etwas Abseits der beiden Gebäude steht die Turnhalle, auch sie erhielt im Jahr 2007 eine moderne Fassadengestaltung. Bei ihr handelt es sich um eine Zweifachhalle, die bei Bedarf mittels absenkbarer Trennwand in zwei einzeln nutzbare Hallen getrennt werden kann, letztlich jedoch für die Schüleranzahl zu klein ist. Neben dem üblichen Schulsport nutzen auch Sportvereine diese Sportanlage. Die Turnhalle wurde mit neuer Hallendecke und neuem Hallenboden versehen.
In einem Modernisierungsprojekt, das zum Teil aus Spenden finanziert ist, werden in jedem Klassenzimmer Computer, Beamer und weitere Medien installiert. Darüber hinaus existieren bereits drei Internet-Inseln. Das Unternehmen Thyssen-Krupp stiftete eine Solaranlage, die gewonnene Energie wird in das Netz eingespeist, und die auf diesem Weg erwirtschafteten Gewinne fließen teilweise der Schule zu.

## Unterrichts- und Bildungsprogramm
Bereits in der Jahrgangsstufe 6 wird die zweite Fremdsprache eingeführt, es kann zwischen den Sprachen Latein und Französisch gewählt werden, Englisch ist Eingangssprache und wird in erhöhter Stundenzahl für alle Schüler gelehrt. In der Oberstufe wird in Kooperation mit dem Steinbart-Gymnasium Japanisch angeboten. Je nach Begabungsschwerpunkt kann ab der achten Klasse ein naturwissenschaftlicher, musischer oder gesellschaftswissenschaftlicher Zweig besucht werden. Für sprachbegabte Schüler besteht bereits in der Erprobungsstufe (5./6. Klasse) ein bilingualer Zweig. In der zehnten Jahrgangsstufe wird ein Betriebspraktikum durchgeführt, zusätzlich besteht in der Sekundarstufe 2 die Möglichkeit in den Ferien ein individuelles Berufspraktikum zu absolvieren sowie das Angebot eines beruflichen Auslandspraktikums im Austauschprogramm mit Calais (Frankreich). In der achten und zehnten Klasse besteht die Möglichkeit, an einer Rechtskunde-AG teilzunehmen.
Das Gymnasium bietet ein Selbstlernzentrum und in der Erprobungsstufe ein Silentium (Hausaufgabenbetreuung) an. Darüber hinaus besteht die Nachmittagsbetreuung „13Plus“ mit Hausaufgabenhilfe und Förderkursen in Mathematik, Englisch und Deutsch. Zu Beginn der Jahrgangsstufen 5 und 11 werden Methodenseminare durchgeführt, zudem gibt es in einzelnen Fächern in den Klassen 5–7 gymnasiale Freiarbeit. Für die Oberstufe steht ein Oberstufenraum zur Verfügung. Ein fester Bestandteil sind auch Schüleraustauschprogramme mit Litauen und Frankreich. Die Schule bietet auch Unterricht mit iPads an.
Auch außerschulische Aktivitäten bietet das Elly-Heuss-Knapp-Gymnasium an. Hierzu zählen Klassenfahrten in der sechsten und neunten Klasse, eine Studienfahrt im Jahrgang 12 und Exkursionen in verschiedenen Fächern. Außerdem nimmt die Schule an verschiedenen wissenschaftlichen und sportlichen Wettkämpfen teil. Es existieren zudem diverse Arbeitsgemeinschaften (AG), wie Experimentelle Naturwissenschaften, Ökologie und Umwelt, Niederländisch, Alt-Griechisch, Business-Englisch, Spanisch, Tanzen, Theater-AG, Bühnentechnik, Chöre, Orchester, Big-Band, Netzwerk und Computer, Homepage-AG, Schülerzeitung, Streitschlichter-AG und einer Sanitäts-AG in Kooperation mit dem DRK.

## Basketball
Die Basketball-AG unter den Lehrern Therese Schielke (u. a. Ex-Nationalspielerin Polen) und Marek Twarog (Trainer in Wuppertal, 1. Regionalliga) entwickelte sich erfreulich, so dass 2011 über den Verein Rheinland Hamborn 03 der Spielbetrieb im WBV aufgenommen wurde. Schon am Ende der ersten Saison stand der erste Kreismeistertitel der U13-Mädchen zu Buche. Leider konnten die männlichen Teams nach dem Tode des Trainers nicht weiter teilnehmen. Es bleiben aber die Mädchenteams, die für sechs der sieben Meisterschaften und Pokalsiege (Stand 2016) verantwortlich sind.

## Bekannte ehemalige Schüler
- Aslı Sevindim (* 1973), Journalistin, Rundfunkmoderatorin und Schriftstellerin (1993 Abitur)
- Altine Emini (* 1994), Theater- und Filmschauspielerin (2013 Abitur)